# Maria Antonina Portugalska
Maria Antonina Portugalska (Maria Antónia Adelaide Camila Carolina Eulália Leopoldina Sofia Inês Francisca de Assis e de Paula Micaela Rafaela Gabriela Gonzaga Gregória Bernardina Benedita Andrea of Braganza) (ur. 28 listopada 1862 w Bronnbach; zm. 14 maja 1959 w Luksemburgu), infantka Portugalii, księżna Parmy.

## Życiorys

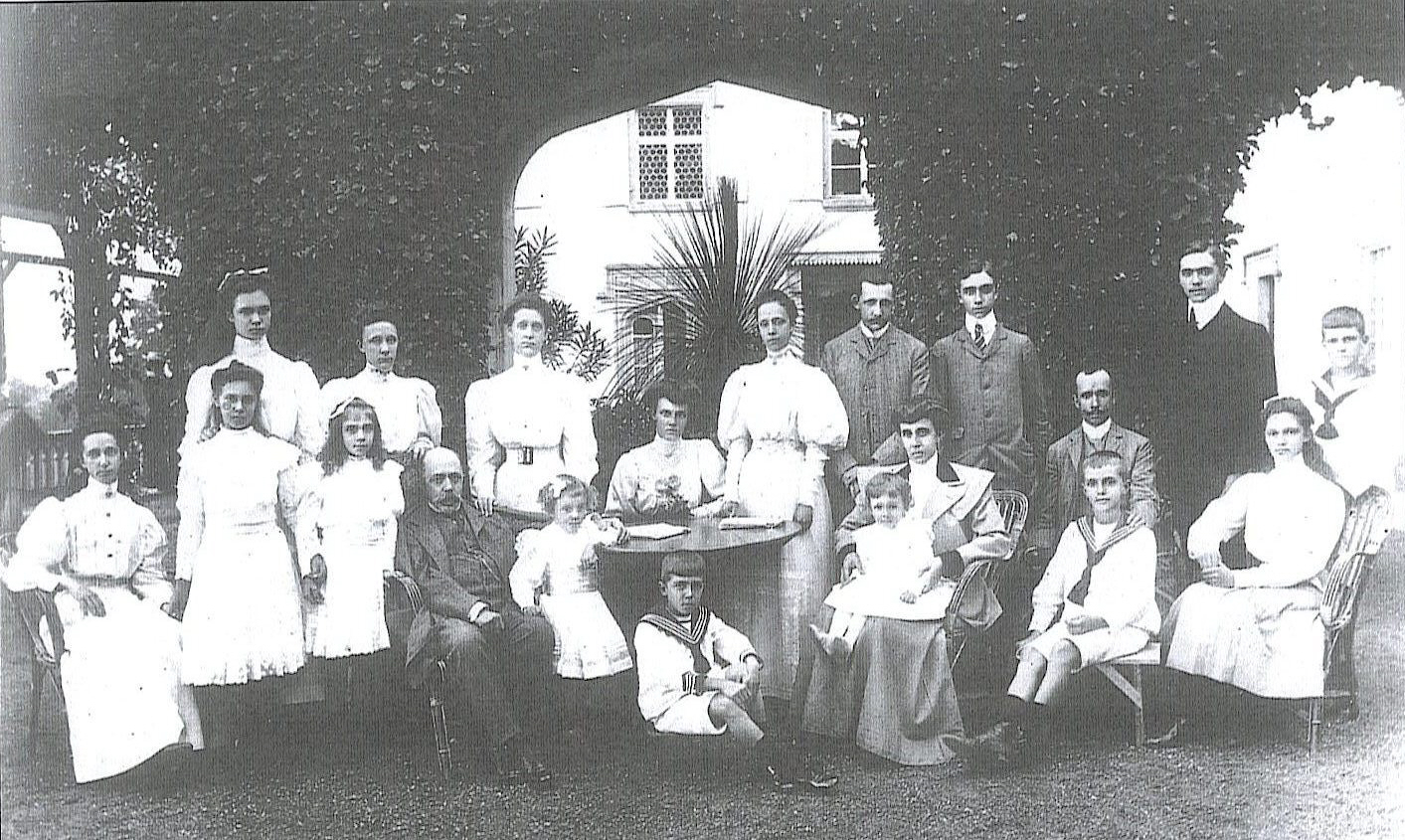

Maria Antonia była siódmym i ostatnim dzieckiem Michała I Uzurpatora, króla Portugalii, i jego żony, Adelajdy Löwenstein-Wertheim-Rosenberg. Urodziła się na obczyźnie, w Niemczech, kiedy jej ojciec był na wygnaniu.
15 października 1884 roku, w zamku Fischorn, Maria Antonina wyszła za mąż za Roberta Parmeńskiego. Została jego drugą żoną. Para doczekała się 12 dzieci.
Maria Antonia owdowiała 16 listopada 1907 roku. Potem udała się ze swoją córką Zytą na wygnanie. W 1940 roku, cesarzowa Zyta z rodziną, Maria Antonia i jej córka Izabela żyli w złych warunkach życiowych w kanadyjskim Quebec. Ostatecznie, po zakończeniu           II wojny światowej, Maria Antonia przeniosła się do zamku Berg, Luksemburg, gdzie świętowała swoje 90 urodziny. Maria Antonia zmarła tam w 1959 roku, w wieku 96 lat. Wiele z jej dzieci i wnucząt, podobnie jak ona, byli długowieczni.

## Dzieci
- Maria della Neve Adelajda (1885–1959), zakonnica w klasztorze benedyktynek w Solesmes
- Sykstus (1886–1934)

∞ Hedwiga de La Rochefoucauld
- Ksawery (1889–1977), tytularny książę Parmy, głowa rodziny Burbonów-Parmeńskich (1974–1977), karlistowski pretendent do tronu Hiszpanii

∞ Madeleine de Bourbon-Busset
- Franciszka (1890–1978), zakonnica w klasztorze benedyktynek w Solesmes
- Zyta (1892–1989)

∞ Karol I Habsburg, cesarz Austrii
- Feliks (1893–1970)

∞ Charlotta, wielka księżna Luksemburga
- René (1894–1962)

∞ Małgorzaty Duńskiej (córki Waldemara, księcia Danii)
- Maria Antonia (1895–1937), zakonnica w klasztorze benedyktynek w Solesmes
- Izabela (1898–1984)
- Ludwik (1899–1967)

∞ Maria Franciszka Sabaudzka (córka Wiktora Emanuela III)
- Henrietta (1903–1987)
- Tomasz (1905–1958)

∞ Małgorzata Maria von Thurn und Taxis